# Lahukse järv
Lahukse järv est un lac en Estonie.

## Description
Le lac Lahukse est un petit lac de 7,6 hectares situé dans l'Ouest estonien, dans le village d'Atla de la commune Lümanda du comté de Saare. Le lac est situé sur la péninsule Eeriksaare poolsaar dans le Parc national de Vilsandi.